# 阿卡西亞斯
阿加西亞斯是哥倫比亞的城鎮，位於該國中部，由梅塔省負責管轄，距離首府比亞維森西奧28公里，始建於1920年8月7日，面積1,129平方公里，海拔高度498米，2005年人口54,753。